# 芳賀博信
芳賀 博信（はが ひろのぶ、1982年12月21日 - ）は、元サッカー選手。ポジションはMF。

## 来歴
仙台育英高では10番を背負い、国民体育大会や高校選手権にも出場した。また元U-16日本代表候補の経験がある。その後、Jリーグクラブには行けず仙台大学に進学したが、プロ選手の夢を諦めきれずに大学を中退。セレクションを経て、2003年にジェフ千葉の下部組織ジェフユナイテッド市原アマチュアに加入する。
アマチュア時代は、昼間はとび職をしながら夕方に練習をし、週末に地域リーグを戦った。また天皇杯千葉県代表の立役者ともなった。そして2004年の夏ごろから、当時の監督イビチャ・オシムに認められトップチームの練習に参加。9月にアマチュアからのトップチーム昇格第1号となった。
トップチーム昇格後、11月の神戸戦でJ1初出場を果たした。また、この試合でアシストも記録。2005年からは正式にジェフのトップチームとプロ契約。当時のジェフは中盤の選手の層が厚かったこともあり公式戦出場は無かったが、1年間通してオシムの指導を受けることが出来たのは、大きな財産になった。
その後、サテライトリーグで対戦した際の芳賀のプレーに注目したコンサドーレ札幌からのオファーがあり、2006年に完全移籍した。
札幌では右WB、ボランチとしてレギュラーに定着し、2007年はキャプテンに就任。『今年1年、チームと共に成長していけるように頑張ります。キャプテンとしてチームを牽引し､絶対にJ1昇格を達成したいと思います』とのコメントを発表した。
2007年6月27日第24節のザスパ草津戦においてJ初ゴールとなるミドルシュートを決めた。
2012年シーズンを最後に現役を引退し、札幌のアドバイザリースタッフに就任した。
2024年10月1日 札幌のネットワーク・サービス株式会社(ECFグループ)のスーパーバイザーとして就任。
事業内容は主にビルメンテナンス関連

## 所属クラブ
- 1998年 - 2000年 仙台育英学園高等学校
- 2001年 - 2002年 仙台大学 (中退)
- 2003年4月 - 2004年9月 ジェフユナイテッド市原アマチュア
- 2004年9月 - 2005年 ジェフユナイテッド市原/ジェフユナイテッド市原・千葉
- 2006年 - 2012年 コンサドーレ札幌

## 個人成績
| 国内大会個人成績 | 国内大会個人成績 | 国内大会個人成績 | 国内大会個人成績 | 国内大会個人成績                       | 国内大会個人成績 | 国内大会個人成績 | 国内大会個人成績 | 国内大会個人成績 | 国内大会個人成績 | 国内大会個人成績 | 国内大会個人成績 |
| 年度             | クラブ           | 背番号           | リーグ           | リーグ戦                               | リーグ戦         | リーグ杯         | リーグ杯         | オープン杯       | オープン杯       | 期間通算         | 期間通算         |
| 年度             | クラブ           | 背番号           | リーグ           | 出場                                   | 得点             | 出場             | 得点             | 出場             | 得点             | 出場             | 得点             |
| 日本             | 日本             | 日本             | 日本             | リーグ戦                               | リーグ戦         | リーグ杯         | リーグ杯         | 天皇杯           | 天皇杯           | 期間通算         | 期間通算         |
| ---------------- | ---------------- | ---------------- | ---------------- | -------------------------------------- | ---------------- | ---------------- | ---------------- | ---------------- | ---------------- | ---------------- | ---------------- |
| 2003             | 市原アマ         | 29               | 関東2部          |                                        |                  | -                | -                |                  |                  |                  |                  |
| 2004             | 市原アマ         |                  | 関東2部          |                                        |                  | -                | -                | -                | -                |                  |                  |
| 2004             | 市原             | 35               | J1               | 1                                      | 0                | 0                | 0                | 0                | 0                | 1                | 0                |
| 2005             | 千葉             | 35               | J1               | 0                                      | 0                | 0                | 0                | 0                | 0                | 0                | 0                |
| 2006             | 札幌             | 18               | J2               | 46                                     | 0                | -                | -                | 4                | 0                | 50               | 0                |
| 2007             | 札幌             | 18               | J2               | 47                                     | 1                | -                | -                | 0                | 0                | 47               | 1                |
| 2008             | 札幌             | 18               | J1               | 26                                     | 0                | 5                | 0                | 0                | 0                | 31               | 0                |
| 2009             | 札幌             | 18               | J2               | 34                                     | 1                | -                | -                | 2                | 0                | 36               | 1                |
| 2010             | 札幌             | 18               | J2               | 35                                     | 0                | -                | -                | 2                | 0                | 37               | 0                |
| 2011             | 札幌             | 18               | J2               | 13                                     | 0                | -                | -                | 0                | 0                | 13               | 0                |
| 2012             | 札幌             | 18               | J1               | 9                                      | 0                | 2                | 0                | 0                | 0                | 11               | 0                |
| 通算             | 日本             | 日本             | J1               | 36                                     | 0                | 7                | 0                | 0                | 0                | 43               | 0                |
| 通算             | 日本             | 日本             | J2               | 175                                    | 2                | -                | -                | 8                | 0                | 183              | 2                |
| 通算             | 日本             | 日本             | 関東2部          | \|\|\|\|colspan="2"\|-\|\|\|\|\|\|\|\| |                  |                  |                  |                  |                  |                  |                  |
| 総通算           | 総通算           | 総通算           | 総通算           | 211                                    | 2                | 7                | 0                | 8                | 0                | 226              | 2                |

- Jリーグ初出場 - 2004年11月20日 J1 2nd第13節 ヴィッセル神戸戦（市原緑地運動公園臨海競技場）
- Jリーグ初得点 - 2007年6月27日 J2 第24節 ザスパ草津戦（札幌ドーム）